# Trường Đại học Phú Xuân
Trường Đại học Phú Xuân được thành lập bởi Hội Khuyến học Thừa Thiên – Huế ngày 11/7/2003, theo Quyết định số 140/2003/QĐ-TTg của Thủ tướng Chính phủ.
Năm 2018, Trường Đại học Phú Xuân được nhận đầu tư của Tập đoàn Giáo dục EQuest và trở thành thành viên của tổ chức này, đồng thời có sự thay đổi về chủ sở hữu và hiệu trưởng. Kể từ năm 2018, TS. Đàm Quang Minh trở thành Chủ tịch Hội đồng Quản trị kiêm Hiệu trưởng của Trường Đại học Phú Xuân.

## Bước chuyển đổi
Sau khi tiếp nhận trường đã bỏ gần hết các khoa và các ngành học cũ để chuyển sang hệ thống khoa và ngành học mới phù hợp với nhu cầu xã hội hơn. Ngành Ngôn ngữ Anh là một trong những ngành đã hình thành qua quá trình chuyển đổi này. Các ngành học được sinh viên quan tâm hiện có Công nghệ Thông tin, Quản trị Kinh doanh – Marketing, Việt Nam học – Du lịch, Ngôn ngữ Anh, Quản trị Dịch vụ Du lịch và Lữ hành...
Vào ngày 31/12/2023, Trường Đại Học Phú Xuân thông báo dừng hoạt động tuyển sinh và đào tạo đối với 04 ngành đào tạo trình độ đại học như sau: Việt Nam học; Công nghệ thực phẩm; Truyền thông đa phuơng tiện và Quan hệ công chúng từ ngày 1/1/2024.

## Đơn vị trực thuộc
Trường Đại học Phú Xuân gồm các đơn vị thành viên như sau:
- Khoa Công nghệ và Kinh doanh
- Khoa Ngôn ngữ và Xã hội nhân văn
- Ban đào tạo
- Phòng Tổ chức
- Phòng Kế toán
- Trung tâm Nghiên cứu và thực hành giáo dục

## Các ngành cử nhân đào tạo
- Ngành Công nghệ Thông tin
- Công nghệ Kỹ thuật Ô tô
- Quản trị Kinh doanh – Marketing
- Kế toán – Tài chính
- Thiết kế nội thất
- Quản trị Khách sạn
- Quản trị Dịch vụ Du lịch và Lữ hành
- Ngôn ngữ Anh
- Ngôn ngữ Trung Quốc

## Các khóa học ngắn hạn
- Hướng dẫn viên du lịch
- Ứng dụng Công nghệ thông tin

## Các ngành văn bằng đại học thứ 2 đào tạo
- Ngôn ngữ Anh
- Công nghệ thông tin
- Ngôn ngữ Trung Quốc
- Quản trị kinh doanh

## Đối tác
- Broward College
- Hội đồng Anh
- Đại học Liverpool John Moores
- Open University
- Jisc
- Association for Learning Technology
- ALT ELESIG
- Công ty Cổ phần Tư vấn & Tích hợp Công nghệ D&L
- Hiệp hội các trường đại học, cao đẳng Việt Nam
- Sepuluh Nopember Institute of Technology[6]
- CodeGym
- Công ty TNHH Desvlab
- Hội Doanh nhân trẻ Thừa Thiên – Huế
- Lotus Outsourcing
- Thai Thu Marketing[7]
- Các đại học, viện nghiên cứu, doanh nghiệp, tập đoàn khác...[8][9][10]

## Campus
Trường Đại học Phú Xuân đang có 3 cơ sở tại TP. Huế:
- Cơ sở 1: 28 Nguyễn Tri Phương, phường Phú Nhuận, TP. Huế
- Cơ sở 2: 176 Trần Phú, phường Phước Vĩnh, TP. Huế
- Cơ sở 3: Đường Đặng Huy Trứ, phường An Tây, TP. Huế[11]